# Trompette de Méduse
Narcissus bulbocodium
Espèce
Classification APG III (2009)
La trompette de Méduse (Narcissus bulbocodium) est une plante herbacée vivace de la famille des Amaryllidaceae.

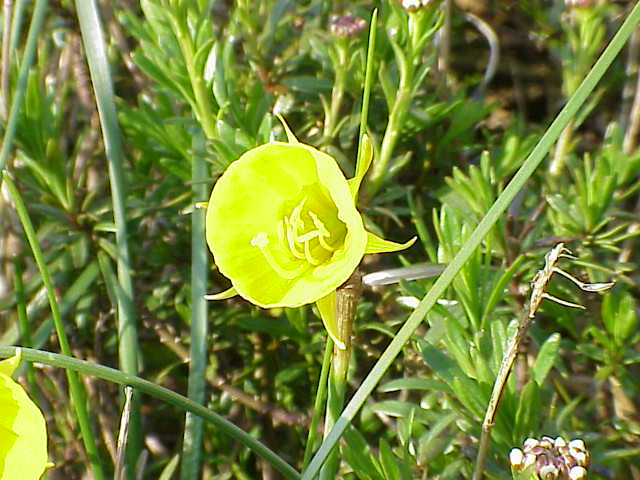
Narcissus bulbocodium ssp. bulbocodium
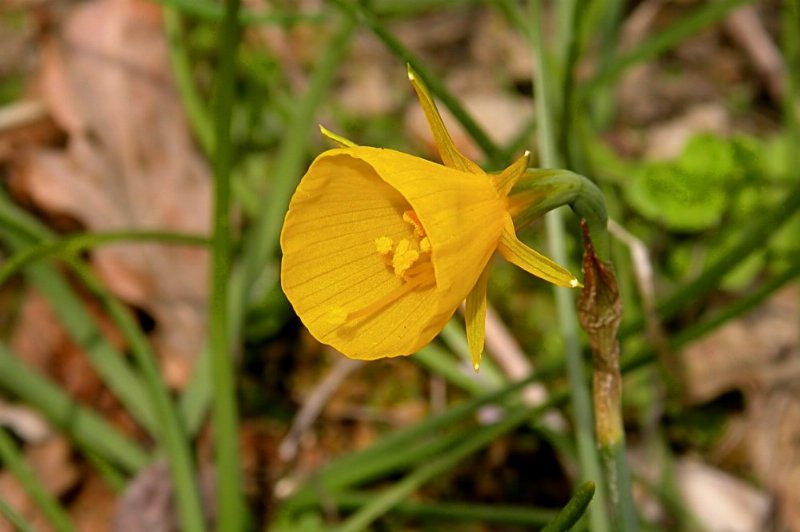
Narcissus bulbocodium
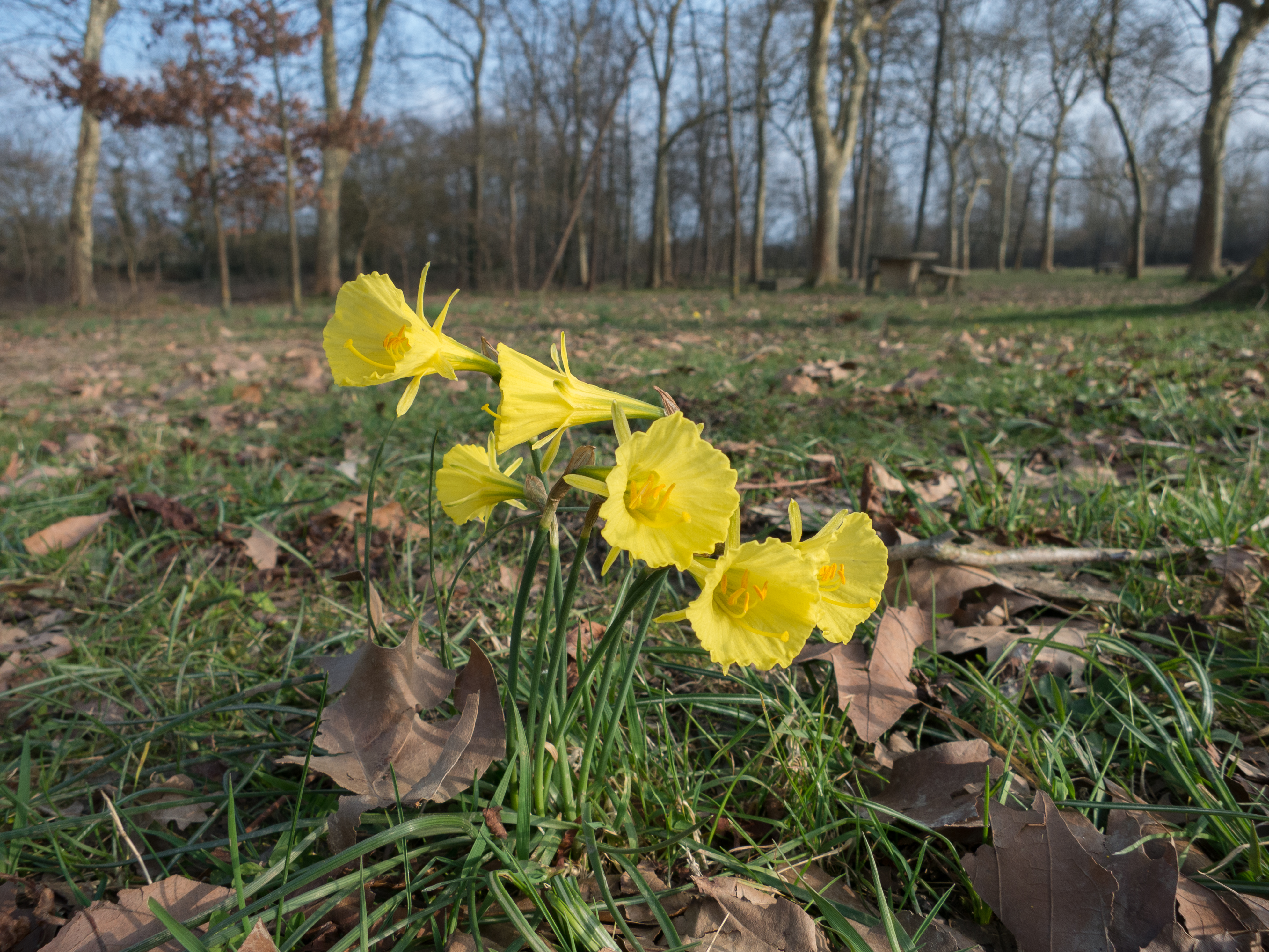
Narcissus bulbocodium ssp. citrinus